# Typhlocyba niobe
Typhlocyba niobe är en insektsart som beskrevs av Mcatee 1926. Typhlocyba niobe ingår i släktet Typhlocyba och familjen dvärgstritar. Inga underarter finns listade i Catalogue of Life.